# Yatomi

Yatomi (弥富市 Yatomi-shi?) este un municipiu din Japonia, prefectura Aichi.